# ایمان بیاوریم به آغاز فصل سرد (کتاب)
ایمان بیاوریم به آغاز فصل سرد مجموعه‌شعری از فروغ فرخزاد و شامل ۷ قطعه‌شعر است.
نخستین نسخهٔ این کتاب، هفت سال پس از درگذشت فرخزاد، توسط انتشارات مروارید در تهران در سال ۱۳۵۲ چاپ شد و با کد ۲۵۳۶٫۵۱۹–۸۰۳ در کتابخانهٔ ملی ایران ثبت شد.

## شعرها
- ایمان بیاوریم به آغاز فصل سرد
- بعد از تو
- پنجره
- دلم برای باغچه می‌سوزد
- کسی که مثل هیچ‌کس نیست
- تنها صداست که می‌مانَد
- پرنده مردنی‌ست

### در سوگ فروغ
در چاپ هفتم این کتاب، شعرهایی دربارهٔ فروغ از شاعران دیگر آمده‌است:
- «مرثیه»، از احمد شاملو
- «شبنمی و آه»، از سیاوش کسرایی
- «حیف از تو ای فروغ»، از یزدان‌بخش قهرمان

## نمونه‌شعر
شروع شعرِ «ایمان بیاوریم به آغاز فصل سرد» این‌گونه است:
و این منم

زنی تنها

در آستانهٔ فصلی سرد

در ابتدای درک هستی آلودهٔ زمین

و یأس ساده و غمناک آسمان

و ناتوانی این دست‌های سیمانی